# 0-1-1

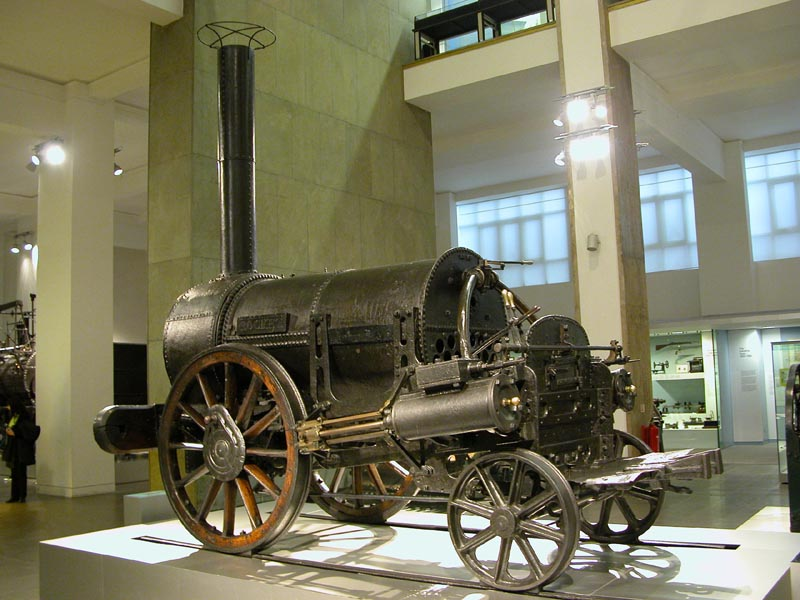
Паровоз «Ракета» Джорджа Стівенсона

Тип 0-1-1 — паровоз з однією рушійною і однією підтримуючою осями.
Інші варіанти запису:
- Американський — 0-2-2
- Французький — 011
- Німецький — A1

## Види паровозів 0-1-1
Перші паровози, в тому числі і «Ракета» Стівенсона.